# Clave telegráfico
Un clave de telégrafo es un término general para cualquier dispositivo de conmutación que se utiliza principalmente para enviar código Morse. Se utilizan claves similares para todo tipo de telegrafía manual, como el telégrafo eléctrico y la radiotelegrafía.

## Tipos de claves
Desde su creación original, el diseño del manipulador o clave se ha desarrollado de tal manera que en la actualidad hay varios tipos.

### Clave rectos
Un manipulador directo es el clave común telégrafico, tal y como se ha visto en las películas. Es una simple barra con un botón o pomo en la parte superior y una inferior de contacto. Cuando la barra se presiona contra la tensión del resorte, que forma un circuito y permite que fluya la electricidad.

### Diseños alternativos de clave
El primer clave alternativo ampliamente aceptado fue la sideswiper o Sidewinder.

### Palas yámbicas (doble palanca)
Los claves que ofrecen un contacto para los dits o puntos  (botón izquierdo) y otro para los dahs o rayas(tecla derecha) fueron llamados "palas yámbicas", cuando cada contacto puede ser cerrado de forma simultánea. La función yámbica (alternando puntos y rayas) se crean con un clavero electrónico apretando las palas para que se junten.